# Cuijk
Cuijk es un pueblo y un municipio de la provincia de Brabante Septentrional en los Países Bajos, en la ribera del río Mosa. El 30 de abril de 2017 contaba con una población de 24.754 habitantes, sobre una superficie de 57,07 km², de los que 5,78 km² corresponden a la superficie ocupada por el agua, con una densidad de 483 h/km².  
El actual municipio se formó a raíz de la remodelación municipal de 1994 por la fusión de los antiguos municipios de Cuijk en Sint Agatha, Beers y Haps. El ayuntamiento se localiza en Cuijk. Otros núcleos de población son Katwijk, Linden, Vianen y Sint Agatha.
Cuijk aparece a la orilla del Mosa en el mapa de Peutinger con el nombre de Ceculum, derivado del celta Keujka, con el significado de doblar,
en aparente alusión a un meandro del río. Sobre él los romanos construyeron hacia el 340 un puente y un castellum,
abandonados en 406. Durante la Edad Media Cuijk estuvo en la órbita de Güeldres, sin llegar a integrarse nunca en el ducado de Brabante. Fue tras la ocupación francesa, entre 1810 y 1814, cuando se produjo la fusión de Cuijk y Sint Agatha, entrando el nuevo municipio a formar parte de la provincia de Brabante. En 1942 Linden y Katwijk se unieron al municipio y en 1994 llegó la vigente fusión con Beers y Haps.
La economía, básicamente agrícola, conoció una importante transformación ya antes de 1940 por la instalación de nuevas industrias: fábrica de tabaco Victor Hugo y de máquinas de escribir Adler.
Dispone de estación de ferrocarril y está comunicado por vía férrea con Nimega, Venlo y Roermond.

## Galería de imágenes

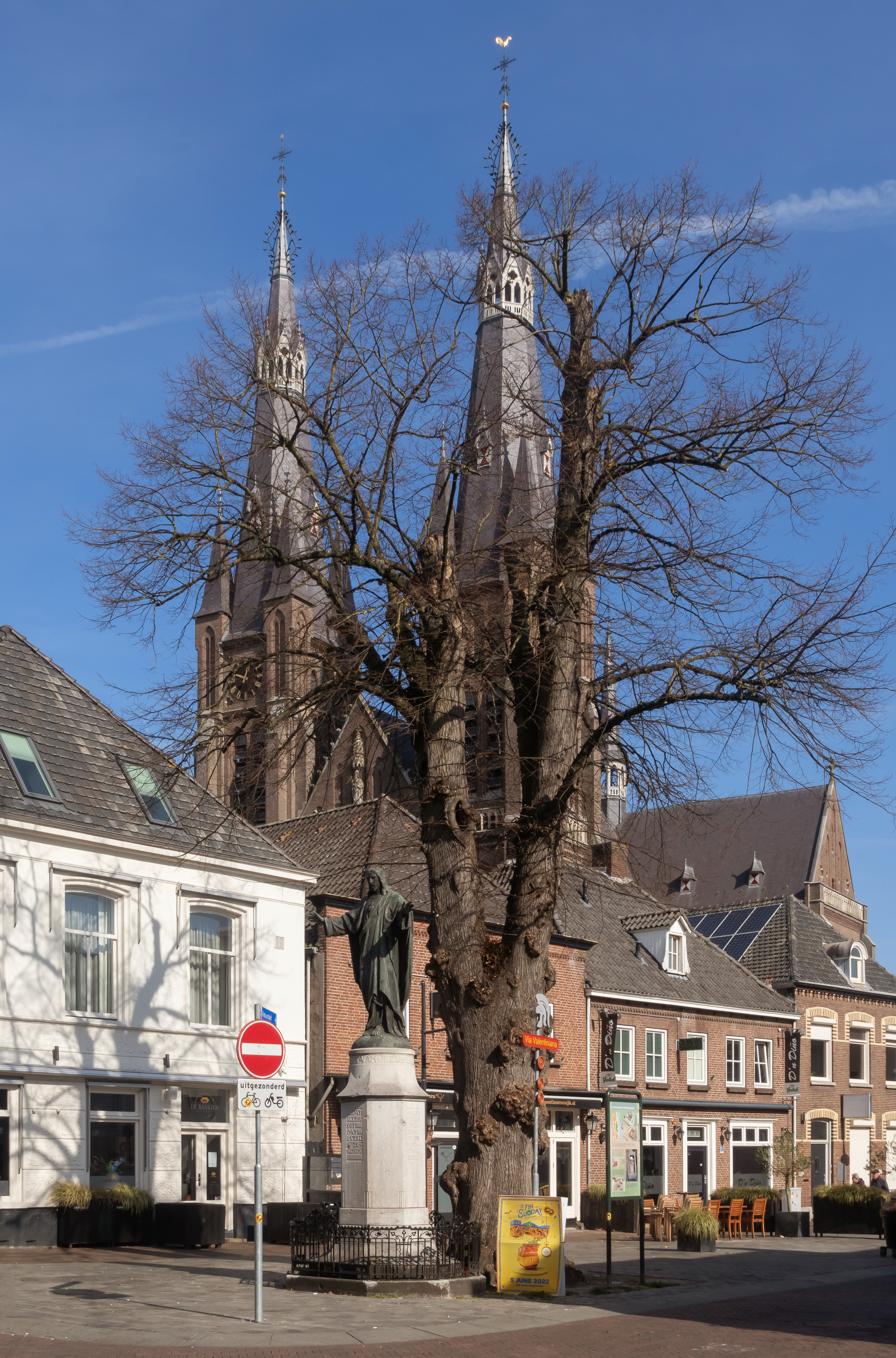
Cuijk, la escultura (Heilig Hartbeeld) y la iglesia (la Sint-Martinuskerk)
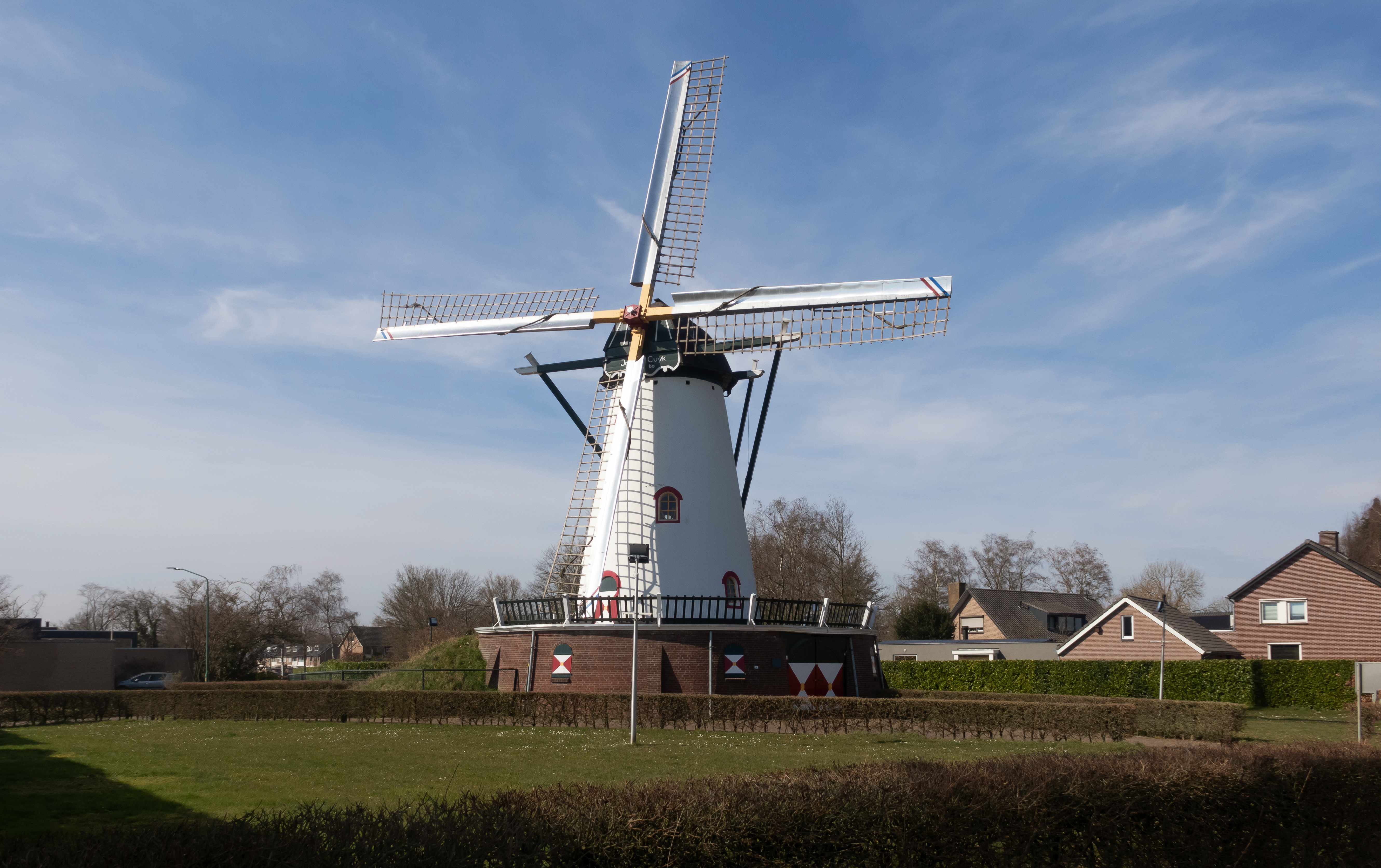
Cuijk, el molino: windmolen Jan van Cuijk
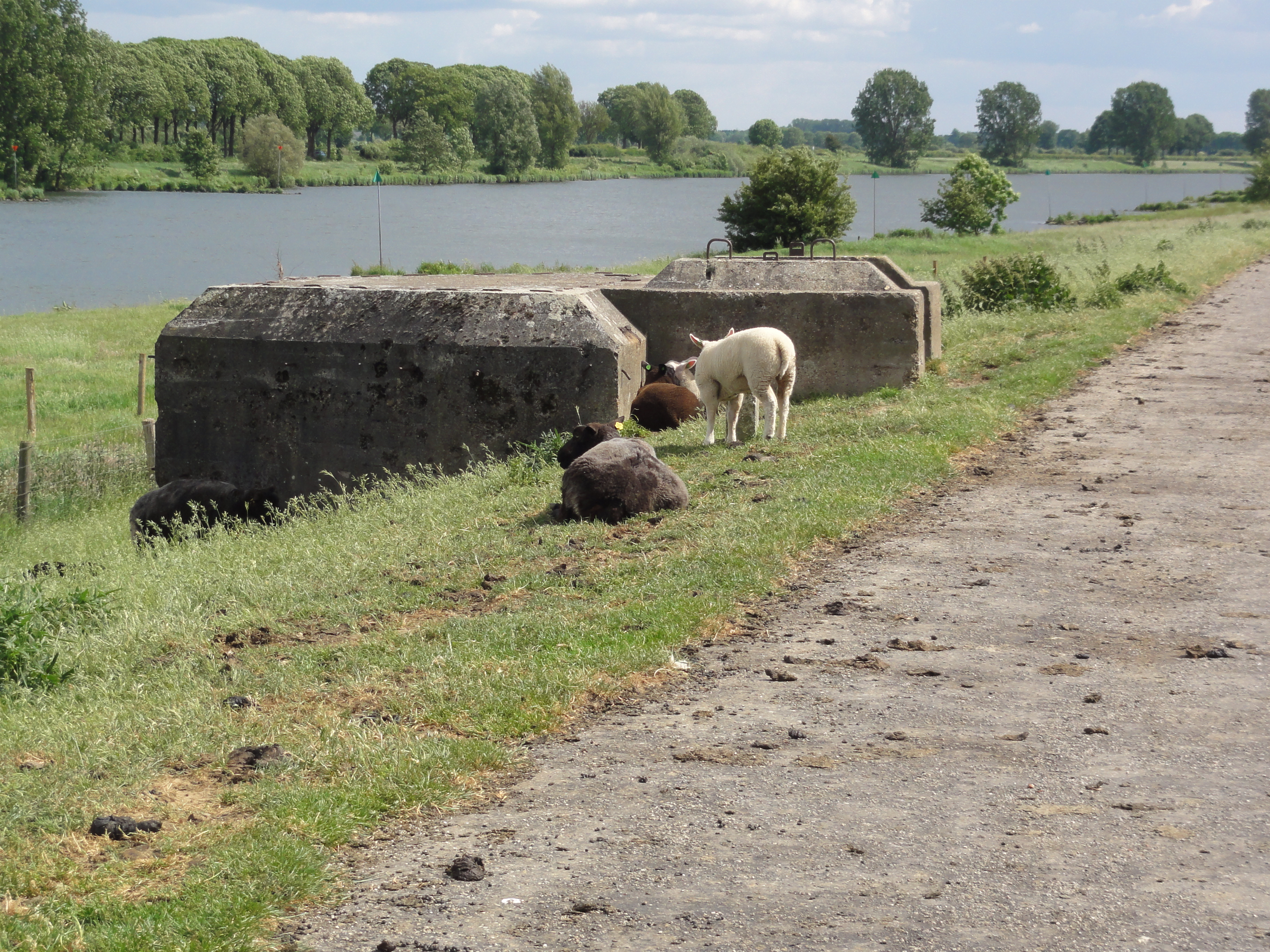
Cuijk: casamatas de la Segunda Guerra Mundial en el Mosa
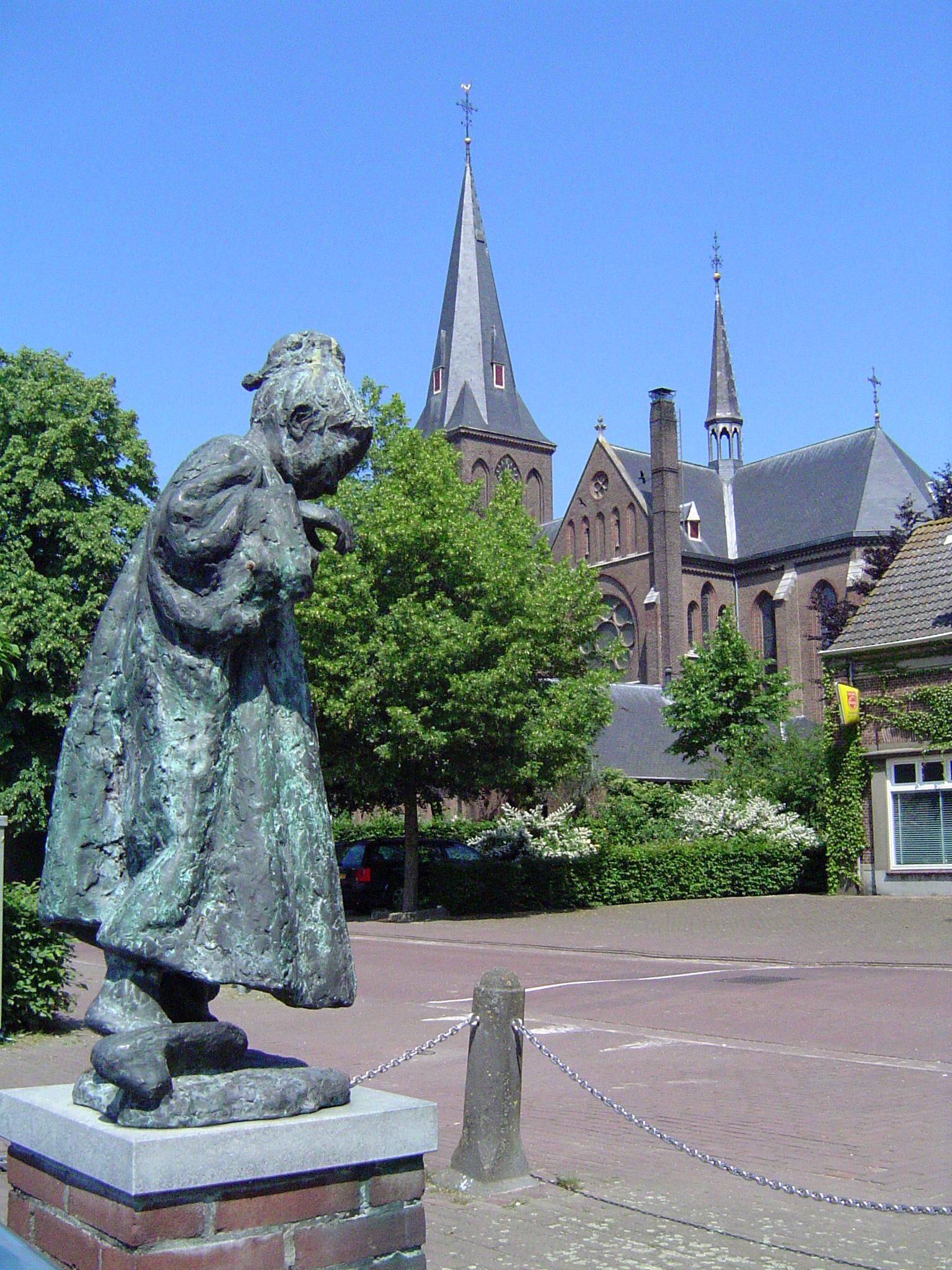
Beers: Iglesia de San Lamberto
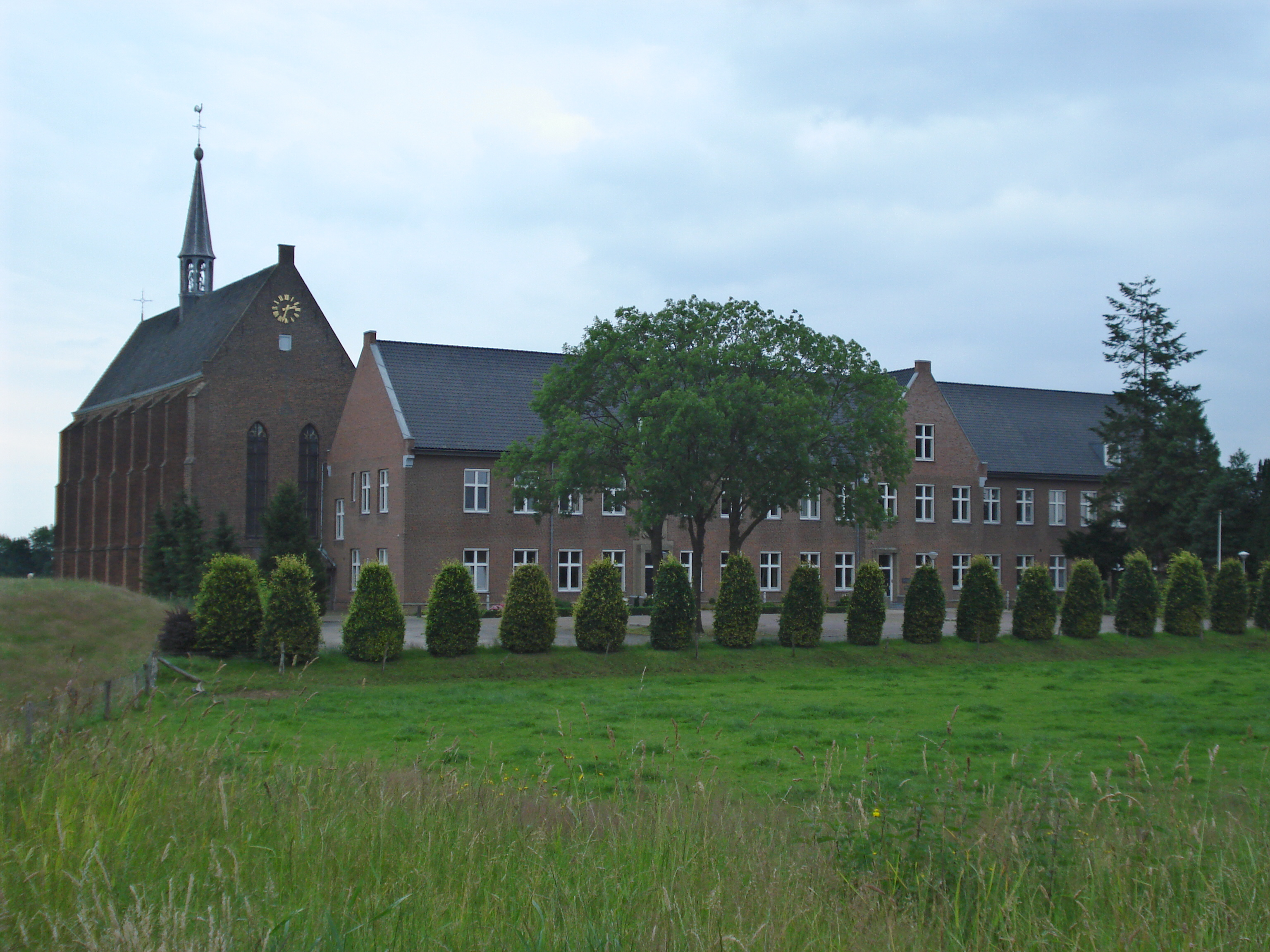
Sint Agatha: Convento de Santa Ágata.
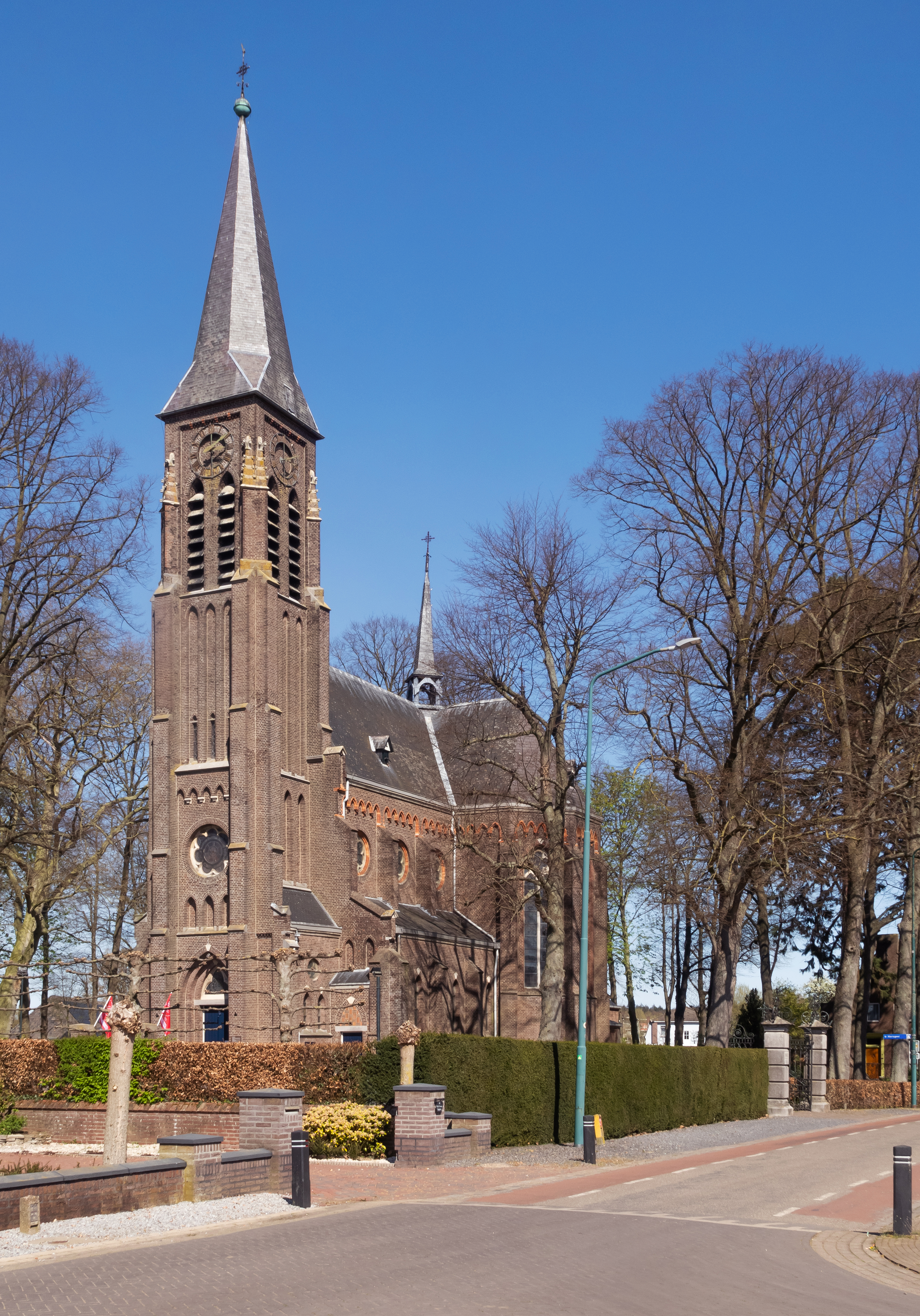
Katwijk-NBr, la iglesia: la Sint-Martinuskerk
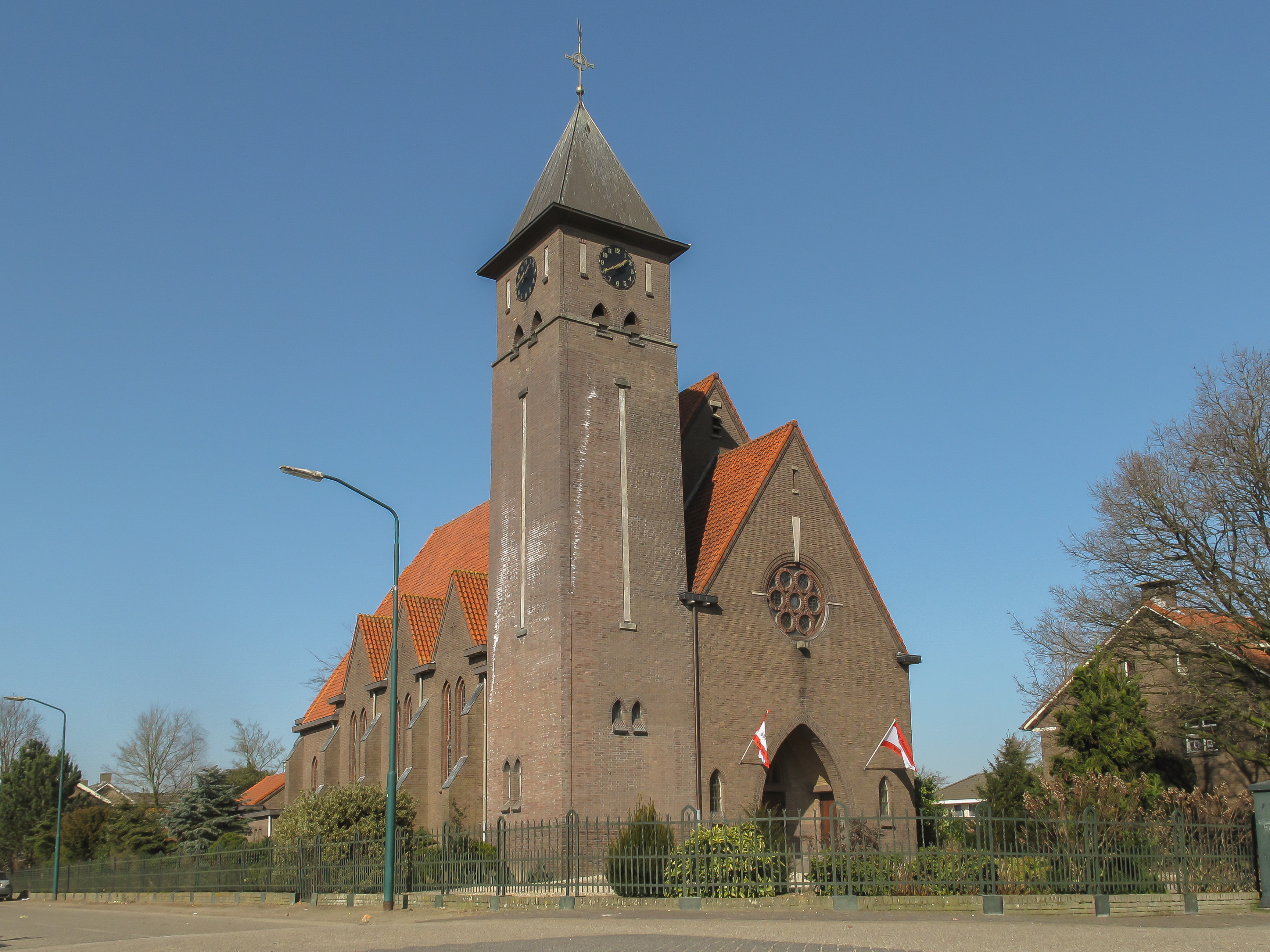
Vianen, la iglesia
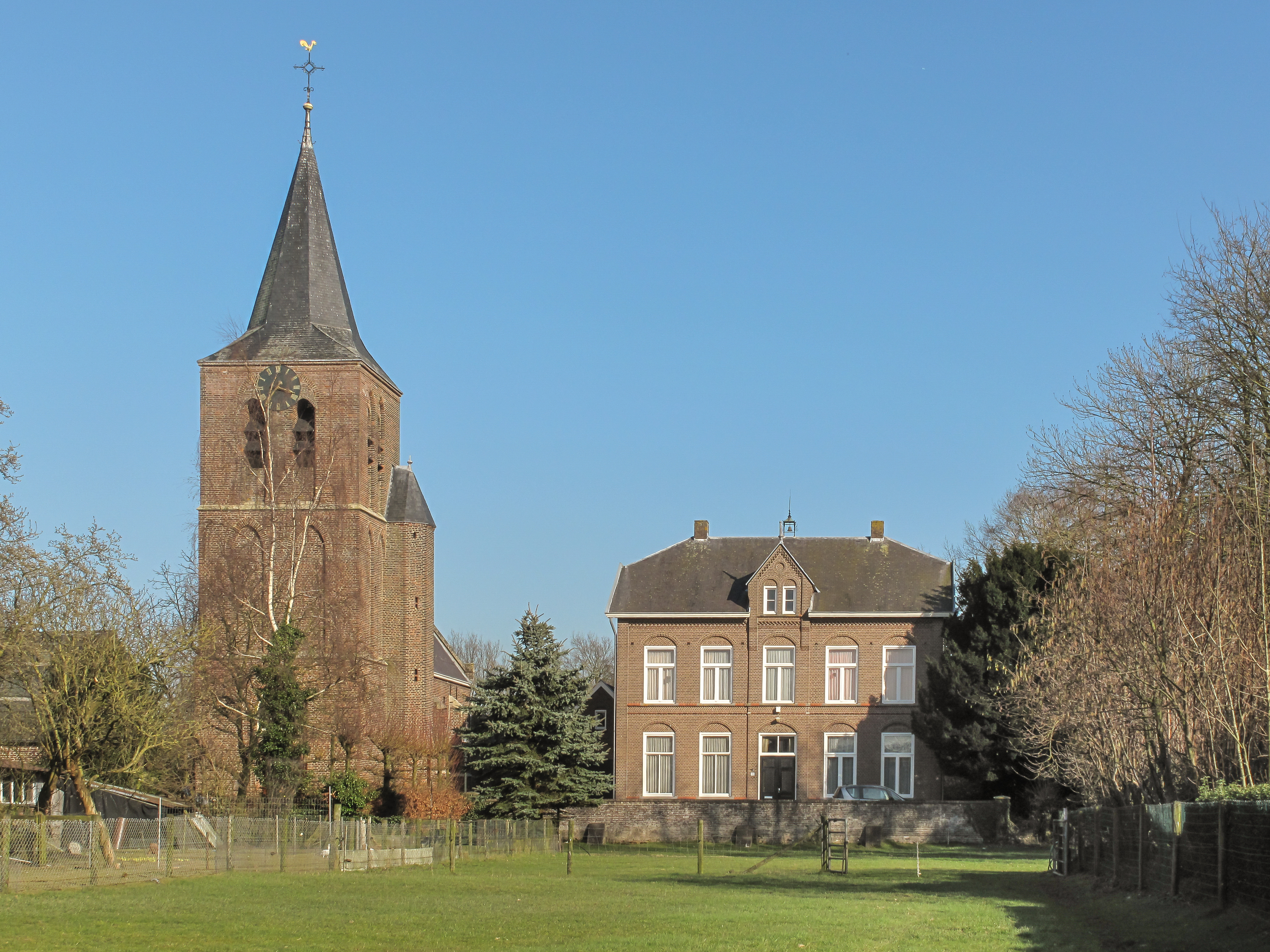
Linden, la iglesia: la Sint Lambertuskerk